# Přímořské Alpy
Přímořské Alpy (francouzsky Alpes Maritimes; italsky Alpi Marittime) jsou pohoří nacházející se zcela na jihu Alp. Desetinou své rozlohy leží na italském území a většinou ve Francii. Patří do nich i celé území Monaka. Nejvyšší hora pohoří je Monte Argentera (3297 m) nalézající se v Itálii. Historie pohoří byla pro svou krásu a divokost vzpomínána již z dob starého Říma, v jehož době ještě nemělo pevně stanovené hranice.

## Poloha
Rozloha pohoří je 7000 km², což ho činí jedním z největších celků v Alpách. Od Kottických Alp je pohoří odděleno na severu údolími řek Stura a Ubaye. Silniční sedlo Colle di Tenda a toky řek Vermenagna a Roya tvoří hranice na východě, kde Přímořské Alpy sousedí s Ligurskými Alpami. Na západě a jihozápadě jsou hranicí toky řek Verdon, Artuby a Argens. Jižní svahy pohoří splývají až k Azurovému pobřeží.

## Geologie a geografie
Geomorfologicky jsou Přímořské Alpy součástí Vnějších krystalických Alp. Jsou tvořeny zejména krystalickými horninami jako jsou břidlice, žula a kompaktní rula. Přes poměrně velkou výšku zde ledovce dnes již neexistují, i když jsou stále uváděna některá celoroční firnoviska. Ještě na počátku 20. století zde byly dva ledovce v nejvyšší oblasti Argentera. Jako pozůstatky posledního glaciálu jsou ostře vyhloubená údolí na jihu pohoří. Nejznámějším kaňonem oblasti je Grand canyon du Verdon. Ten je dlouhý 21 km a až 700 metrů hluboký. Na jeho dně protéká řeka Verdon a je jedním z nejnavštěvovanějších přírodních koutů Francie. Dalším velkým zářezem je kaňon řeky Cians, jehož výškový rozdíl 1600 m překonává řeka na pouhých 25 km. Na italském území zasahují od severu do pohoří pouze tři významnější údolí: Vallone della Rovina, Valle Valleta a Val Sankt´Anna.

## Členění
Pohoří se dělí na několik poměrně velkých celků. Na italské straně to jsou Argentera a Tenibre. Ve Francii jsou to plošně rozsáhlé skupiny Mercantour, Pelat, Niceské předhůří a Castellanské předhůří.

### Vrcholy

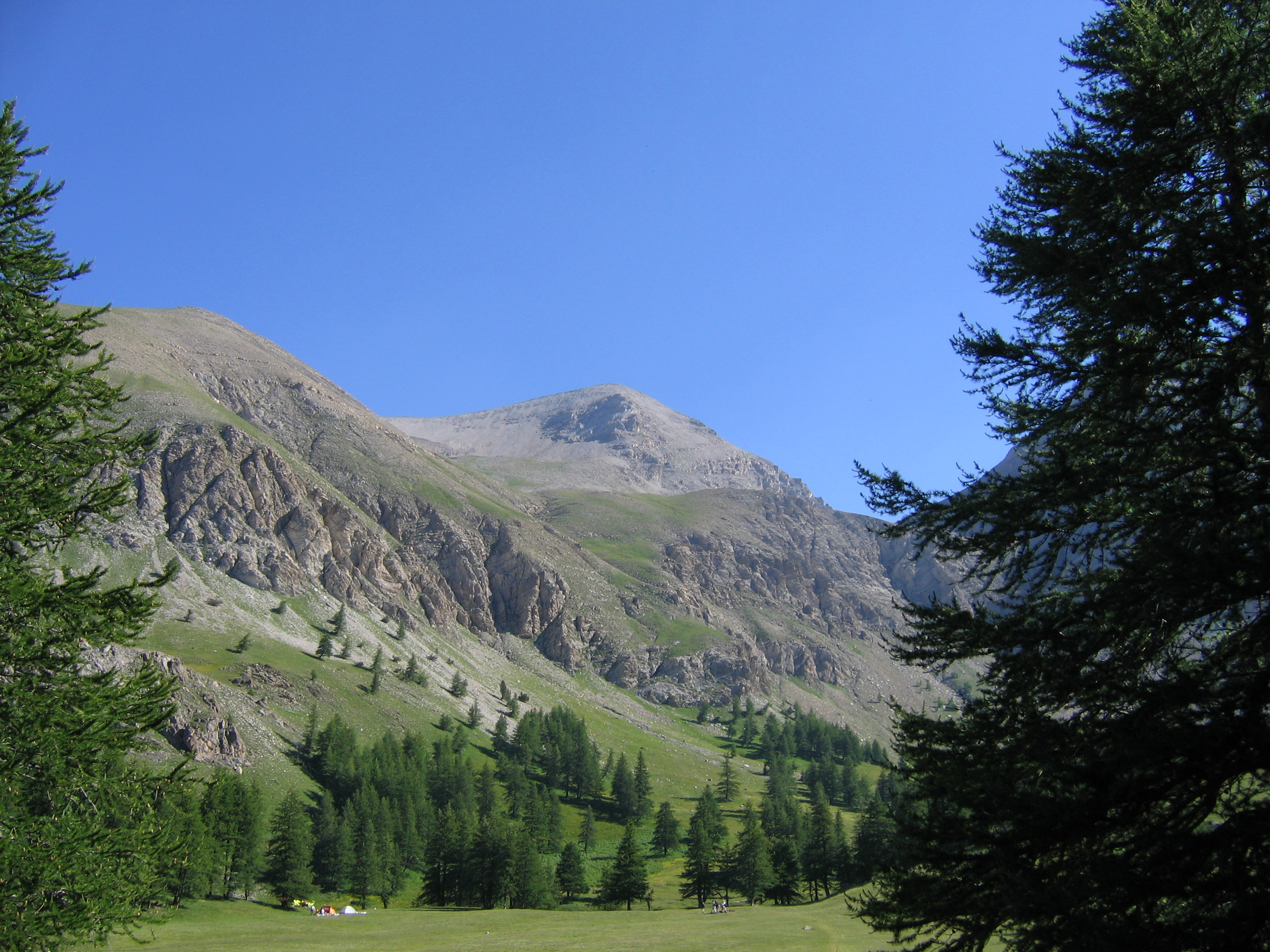
Monte Pelat

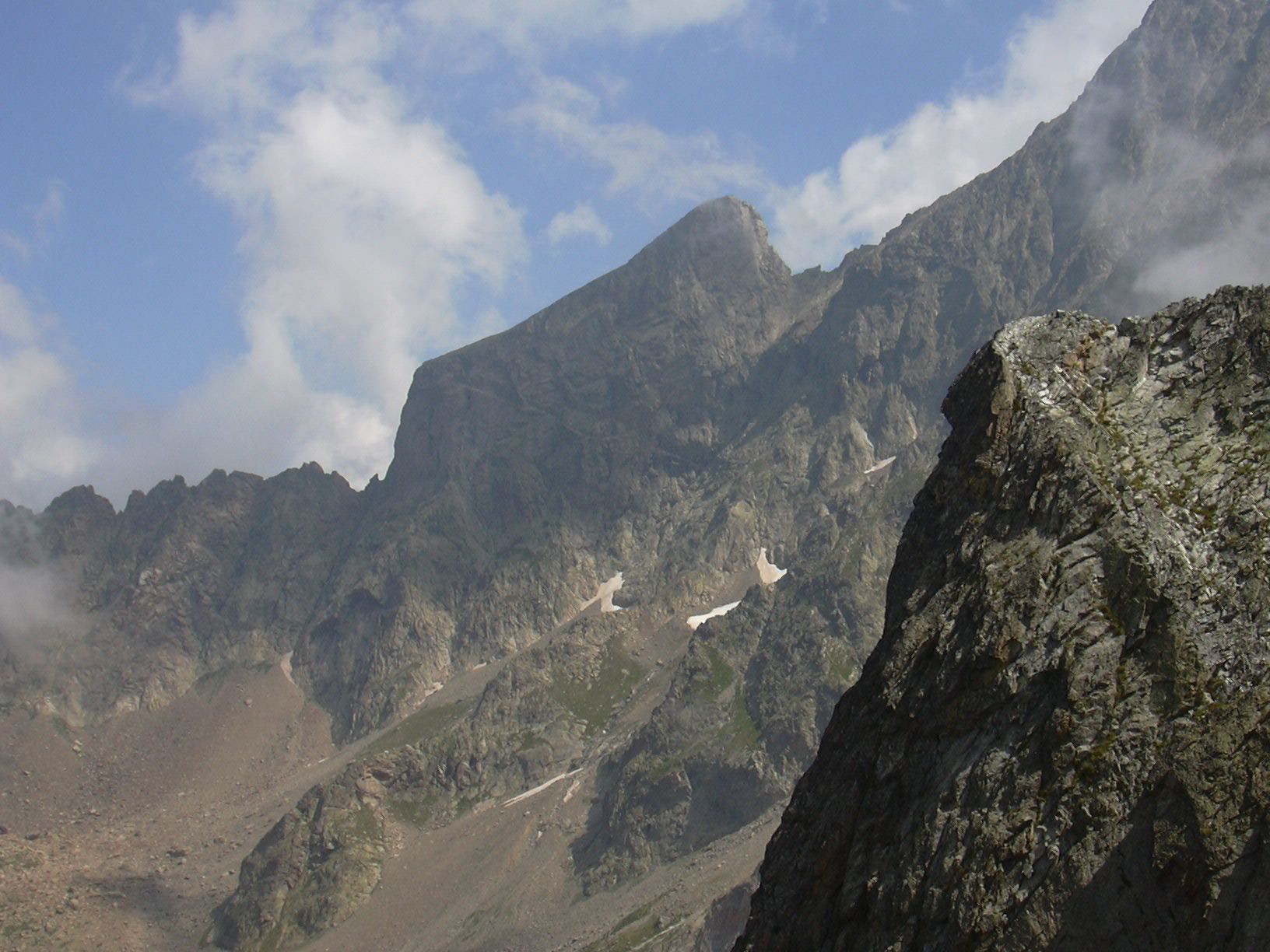
Corno Stella

Nejvyšším vrcholem celého pohoří je Monte Argentera. Nejvyšším vrcholem francouzské části je Monte Gelàs.
- Monte Argentera (3297 m)
- Monte Stella (3262 m)
- Monte Gelàs di Lourousa (3261 m)
- Monte Gelàs (3135 m)
- Monte Matto (3087 m)
- Monte Pelat (3053 m)
- Corno Stella (3050 m)
- Monte Clapier (3046 m)
- Monte Tenibres (3032 m)
- Cima Ghiliè (2998 m)
- Monte Enchastraye (2955 m)
- Monte Bego (2873 m)
- Monte Monnier (2818 m)
- Cime de la Bonette (2860 m)
- Rocca dell' Abisso (2755 m)

## Příroda

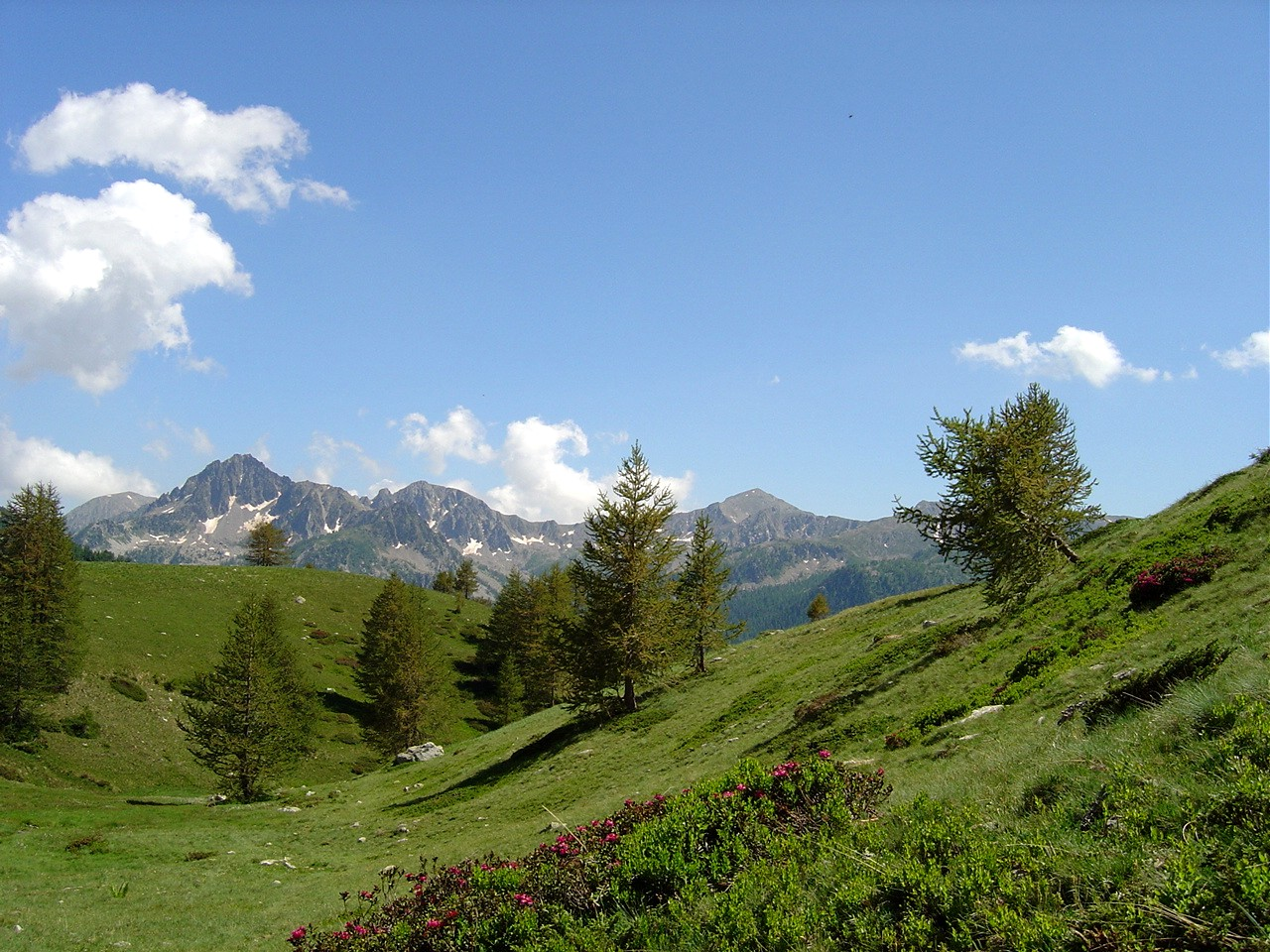
Dolina Vallon de Mollières v národním parku Mercantour

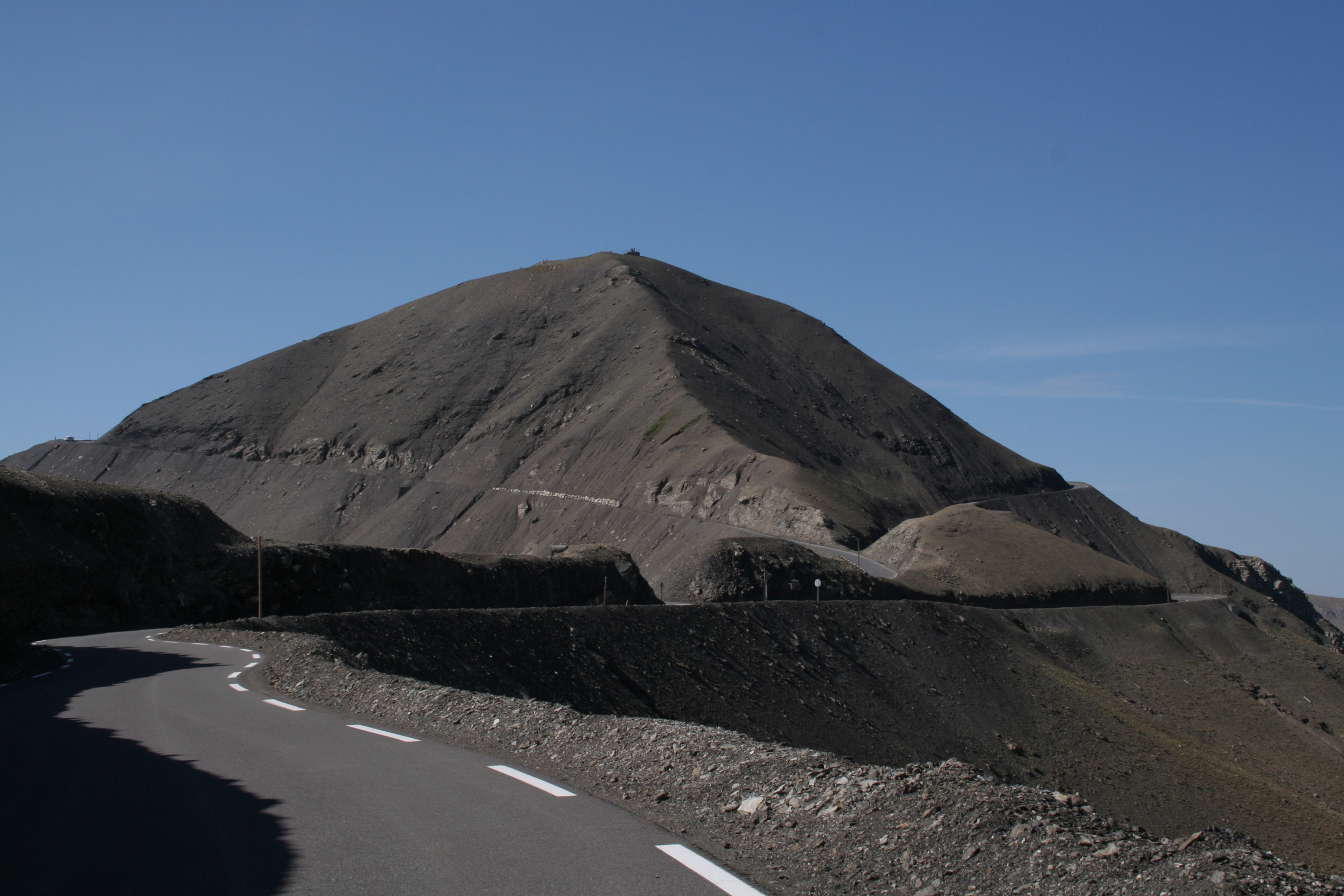
Sedlo Col de la Bonette a vrchol Cime de la Bonette (2860)

Velké výškové rozdíly a tím pádem značné klimatické rozpětí má za následek velmi bohatou floru i faunu v horách a předhůří. Jsou zde například, ve Francii již vzácné, rozsáhlé modřínové lesy. Horní hranice lesů zde dosahuje výšky kolem 2500 m. Výše se táhnou na vegetaci bohaté alpínské louky často porostlé rododendrony. Z klasické horské fauny zde žije svišť, kamzík, kozorožec či muflon.
Na francouzském území se při hranici s Itálií rozkládá Národní park Mercantour (údolí Vallée des Merveilles), který je zároveň nejmladším národním parkem ve Francii, založeným v roce 1979. Plocha parku je 68 000 ha. Na italském území se nalézá přírodní rezervace Parco Naturale dell´Argentera. Poblíž sedla Colle di Tenda leží chráněná oblast Riserva Naturale della Bosco e Laghi Palanfré.

## Turismus

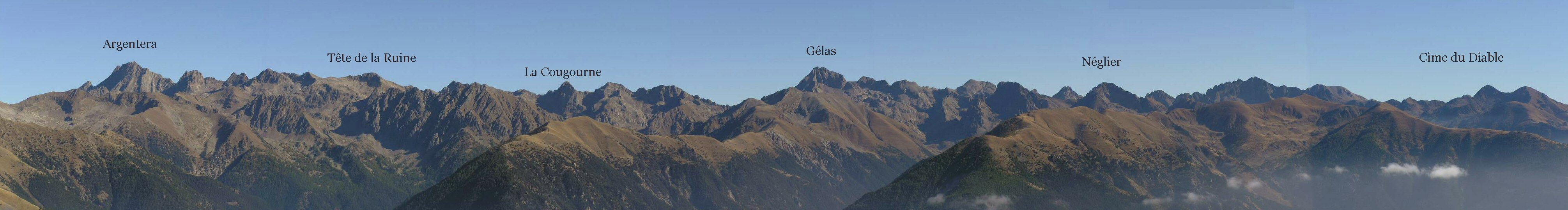
Panorama masivu Mercantour

Hlavními turistickými centry oblasti jsou města Valdieri, lázně Therme di Valdieri (1368 m) (výchozí bod k výstupu na Monte Argentera), Cannes, Nice, Barcelonnette, Draguignan. Poblíž vrcholu Monte Bego (2873 m) byly objeveny dávné kresby staré 3-4 tisíce let. Celkem se dochovalo na 45 000 obrazců a maleb. V údolí Vallée des Merveilles se nachází další naleziště nástěnných kreseb. Komunikačně je pohoří velmi dobře přístupné. Je zde hustá síť silnic přímo křižujících horami, které často vedou přes horská silniční sedla značných výšek. V masivu Mercantour se nachází čtvrté nejvýše položené alpské silniční sedlo Col de la Bonette (2715 m). Z tohoto sedla odbočuje okružní silnice okolo vrcholu Cime de la Bonette, která kulminuje ve výšce 2802 m a vrací se zpět na Col de la Bonette. Je to nejvyšší místo, kudy kdy vedla trasa závodu Tour de France. Mezi horolezci je oblíbené centrum Saint Martin-Vesubie. Nejznámějším zimním střediskem pohoří je Isola 2000 (2091 m) postavená v roce 1971.